# Kinotavr 2008
Le Kinotavr 2008, 19e édition du festival, s'est déroulé du 7 juin au 15 juillet 2008.

## Jury[1]
- Pavel Tchoukhraï, (président du jury), réalisateur
- Roman Borisevich , producteur
- Marina Golub, actrice
- Marina Razbejkina, réalisatrice
- Elena Stichova, critique
- Artiom Tkatchenko, acteur
- Youri Lioubchine, directeur de la photographie

## Sélection

### En compétition[2]
- Baksy de Guka Omarova
- Virginity (Девственность) de Vitali Manski
- Champ sauvage (Дикое поле) de Mikhaïl Kalatozichvili
- Nirvana  d'Igor Volochine
- Terre neuve (Новая Земля) d'Alexandre Melnik
- Océans de Mikhaïl Kossyrev-Nesterov
- Le Prisonnier (Пленный) d'Alekseï Outchitel
- Plus un (Плюс один) d'Oksana Bytchkova
- Say Leo (Скажи Лео) de Leonid Rybakov
- La Première femme (Старшая жена) d'Ivan Solovov
- The One Who Switches Off the Light d'Andreï Libenson
- Quatre âge de l'amour (Четырe возраста любви) de Sergueï Mokritski
- Choultes (Шультес) de Bakour Bakouradzé
- Jour sans fin à Youriev (Юрьев день) de Kirill Serebrennikov
- Vis et souviens-toi (Живи и помни) d'Alexandre Prochkine (film d'ouverture)

## Palmarès[3]
- Grand Prix : Choultes (Шультес) de Bakour Bakouradzé.
- Prix de la mise en scène : Alexandre Prochkine pour Live to Remember.
- Prix du meilleur premier film : Nirvana  d'Igor Volochine.
- Prix du meilleur acteur : Jethro Skinner pour son rôle dans Plus One.
- Prix de la meilleure actrice : Ksenia Rappoport pour son rôle dans Jour sans fin à Youriev.
- Prix du meilleur scénario : Champ sauvage de Mikhaïl Kalatozichvili.
- Prix de la meilleure photographie : Terre neuve d'Alexandre Melnik.
- Prix de la meilleure musique : Champ sauvage.
- Prix du meilleur court métrage : Pal/Secam de Dmitri Povolotski.